# Raymond Calais
Raymond Calais Jr. (Breaux Bridge, 2 aprile 1998) è un giocatore di football americano statunitense che milita nel ruolo di running back per i Los Angeles Rams della National Football League (NFL).

## Carriera

### Tampa Bay Buccaneers
Calais al college giocò a football all'Università della Louisiana dal 2016 al 2019. Fu scelto dai Tampa Bay Buccaneers nel corso del settimo giro (245º assoluto) del Draft NFL 2020. Il 4 settembre fu svincolato e rifirmò con la squadra di allenamento il giorno successivo.

### Los Angeles Rams
Il 9 settembre 2020, Calais firmò con i Los Angeles Rams. La sua stagione da rookie si concluse con 4 presenze e 152 yard su ritorno.

## Palmarès
- Super Bowl : 1

Los Angeles Rams: LVI
- National Football Conference Championship: 1

Los Angeles Rams: 2021